# Lönnmålla
Lönnmålla (Chenopodium hybridum) är en växtart i familjen amarantväxter. 